# Creola
Creola é uma cidade  localizada no estado americano do Alabama, no Condado de Mobile.

## Demografia
Segundo o censo americano de 2000, a sua população era de 2002 habitantes.
Em 2006, foi estimada uma população de 2073, um aumento de 71 (3.5%).

## Geografia
De acordo com o United States Census Bureau, a localidade tem uma área de 40,1 km², dos quais 37,8 km² cobertos por terra e 2,3 km² cobertos por água. Creola localiza-se a aproximadamente 59 m acima do nível do mar.

## Localidades na vizinhança
O diagrama seguinte representa as localidades num raio de 24 km ao redor de Creola.